# إيزابيل (الأميرة الإمبراطورية للبرازيل)
الأميرة إيزابيل (29 يوليو 1846-14 نوفمبر 1921) (الملقبة بالمخلّصة)، هي الأميرة الإمبراطورية (وريثة العرش) لإمبراطورية البرازيل، وكانت الوصية على الإمبراطورية في ثلاث مناسبات، وُلدت في ريو دي جانيرو، باعتبارها الابنة الكبرى للإمبراطور بيدرو الثاني وقرينته تيريزا كريستينا، والتي كانت عضو الفرع البرازيلي في بيت براغانزا. كانت إيزابيل الوريثة الوحيدة لوالدها بعد وفاة شقيقتيها عندما كانت صغيرة. تزوجت من الأمير الفرنسي غاستون، كونت إو، في زواج مدبر وأنجبا ثلاثة أبناء.
استلمت إيزابيل الحكم في الفترة التي كان والدها في الخارج. روّجت في ولايتها الثالثة والأخيرة ووقعت على قانون يدعى القانون الذهبي الذي دعا إلى تحرير جميع العبيد في البرازيل. كان هناك معارضة قوية على استمرار وجودها على العرش على الرغم من أن الإجراء التي اتخذته كان شائعًا على نطاق واسع. كان يُنظر إلى جنسها وإيمانها الكاثوليكي القوي وزواجها من أجنبي على أنها عوائق تقف ضدها، وشكل تحرير العبيد الكراهية بين المزارعين الأقوياء. عُزلت عائلتها في انقلاب عسكري في عام 1889، وقضت آخر ثلاثين عامًا من حياتها بالمنفى في فرنسا.

## وصيةً على العرش

### الوصاية الأولى
عاد الزوجان غاستون وإيزابيل إلى البرازيل في 1 مايو في عام 1871 قبل ثلاثة أسابيع فقط من بدء الإمبراطور والإمبراطورة جولتهما الخاصة في أوروبا. عُيِّنت إيزابيل كحاكمة، وتمتعت بصلاحيات كاملة لحكم البرازيل في غياب الإمبراطور، وذلك على الرغم من أنه كان من المتوقع أن يتحكم كل من رئيس الوزراء خوسيه بارانهوس، فيكونت ريو برانكو، وغاستون بمقاليد السلطة في الواقع. التزم بيدرو الثاني ببرنامج تدريجي للتحرير بعد إلغاء العبودية في الولايات المتحدة. أبرمت إيزابيل قانونًا جديدًا لمكافحة العبودية أثناء وجود الإمبراطور في الخارج وأقره مجلس النواب في 27 سبتمبر في عام 1871. حرر قانون الولادة الحرة، كما أُطلق عليه، جميع الأطفال الذين ولدوا لعائلة من العبيد بعد ذلك التاريخ. استُبعدت إيزابيل مرة أخرى من الحكومة عند عودة بيدرو الثاني إلى البرازيل في مارس في عام 1872 وعادت إلى حياتها الخاصة.
حرصت إيزابيل على الإنجاب طوال السنوات الأولى من زواجها، ولكن حملها الأول انتهى بالإجهاض في أكتوبر في عام 1872. شعرت بالقلق من عدم قدرتها على الحمل، فاستشارت طبيبًا متخصصًا أثناء زيارة لها إلى أوروبا في عام 1873، وزارت الضريح المقدس في بلدة لورد الفرنسية. تلقت نبأ حملها الأول بحلول ديسمبر في عام 1872. أصر الإمبراطور على عودتها إلى البرازيل لكيلا تلد الطفل الذي قد يرث العرش خارج البرازيل، وذلك على الرغم من مناشدات إيزابيل بالبقاء في أوروبا إلى ما بعد الولادة. وصلوا إلى ريو في يونيو في عام 1874. توفي الطفل في رحم إيزابيل بعد 50 ساعة من آلام المخاض في أواخر يوليو.
رافق إيزابيل شعور بالقلق طوال فترة حملها الثالث في عام 1875 خشية أن يتكرر ما حدث مع طفلها الأول. أحضر لها طبيب وقابلة من فرنسا لمساعدتها في الولادة، فأثار ذلك خوف الأطباء المحليين الذين شعروا بالإهانة بسبب استعانة إيزابيل بممارسين أجانب. استغرقت الولادة 13 ساعة، وأُنجب الطفل بمساعدة الملاقط وعُمِّد على اسم جده باسم بيدرو دي ألكانتارا. أثّرت الولادة الصعبة عليه فولد بذراع يسرى معاقة.

### الوصاية الثانية
بدأ الإمبراطور في جولة رئيسية في أمريكا الشمالية وأوروبا والشرق الأوسط في مارس في عام 1876، وأصبحت إيزابيل حاكمة مرة أخرى. أعادت الانتخابات في وقت لاحق من ذلك العام الحكومة الأصلية (بقيادة دوق كاكسياس)، ولكن الاحتيال والعنف خلال الحملة أضر بسمعته وسمعة إيزابيل. عانت شعبيتها أيضًا نتيجة استمرار التوتر بين الكنيسة والدولة. زاد إجهاضها التي تعرضت له في 11 سبتمبر في عام 1876 من جهدها، فأدى ذلك إلى إصابتها بالنزيف. أُصيب زوجها في تلك الفترة أيضًا بالتهاب الشعب الهوائية، فأجبره ذلك على بقاءه في الفراش لمدة ثلاثة أسابيع تقريبًا.
قرر الزوجان الانسحاب من الحياة العامة كما أوضح غاستون عندما قال: «سينسى الشعب الأميرة لفترة من الوقت عندما يتوقفوا عن رؤيتها كل يوم في شوارع ريو، وسيقل الحافز لإعلان كل من قوانينها وقراراتها إلى الجمهور المستاء». أبعدتهم عزلتهم عن العامة وجعلتهم غير قادرين على التأثير في الرأي العام. بقيت إيزابيل في منزلها طوال منتصف عام 1877 أثناء الجفاف الخطير الذي ضرب شمال شرق البرازيل والذي هدد النظام العام، وذلك بسبب مرورها مرة أخرى بفترة حمل صعب.
تجنب بيدرو الثاني التحدث إلى إيزابيل عند عودته إلى البرازيل في أواخر سبتمبر في عام 1877، وأبعد نفسه عن أعمال الحكومة خلال فترة الوصاية، وذلك بإعلانه أنه طوال رحلته لم يُرسل أي «برقية واحدة عن شؤون البلاد» إلى أي وزير أو حتى إيزابيل. عادت إيزابيل إلى وصايتها في بتروبوليس حيث أنجبت ولدًا آخر وأطلقت عليه اسم لويز في أواخر يناير في عام 1878. غادر غاستون وإيزابيل وابنيهما البرازيل للإقامة الطويلة في أوروبا بعد ثلاثة أشهر من ولادة لويز حيث تلقى بيدرو العلاج الطبي لذراعه. تجنبت إيزابيل السياسة ولم تبدي أي اهتمام بالشؤون الجارية طوال فترة بقاءها لمدة ثلاث سنوات ونصف في أوروبا. لم يستفد بيدرو من العلاج، وخطط الزوجان للعودة بعد ولادة طفلهما الأخير (الابن الثالث) أنطونيو في أغسطس في عام 1881. عادت إيزابيل وعائلتها إلى البرازيل في ديسمبر في عام 1881.

## إلغاء العبودية والقانون الذهبي
انطلقت إيزابيل بجولة في جنوب البرازيل مع زوجها من نوفمبر في عام 1884 إلى مارس في عام 1885، وغادروا البرازيل في زيارة لمدة ستة أشهر إلى أوروبا في يناير في عام 1887. كانت رحلتهم قصيرة بسبب مرض بيدرو الثاني في مارس وعادوا في أوائل شهر يونيو. نُصح الإمبراطور بطلب المساعدة الطبية من أوروبا، فغادر البرازيل نتيجة لذلك في 30 يونيو تاركًا إيزابيل وصية للعرش.
ازدادت قوة قانون إلغاء العبودية في البرازيل، ولكن حكومة المحافظين جواو موريسيو واندرلي، بارون بلدة كوتيجيبي، حاولت إبطاء وتيرة الإصلاح. أصبحت إيزابيل بكلماتها الخاصة «أكثر اقتناعًا بضرورة اتخاذ بعض الإجراءات» لتوسيع برنامج التحرر، وضغطت على كوتيجيبي بدون جدوى لتحرير المزيد من العبيد. عينت إيزابيل جواو ألفريدو كورييا دي أوليفيرا في بلدة كوتيجيبي بعد سوء معاملة شرطة ريو لمظاهرة مؤيدة للإلغاء في أوائل عام 1888.
دعمت حكومة أوليفيرا الإلغاء غير المشروط، وقدمت التشريعات بسرعة. وقّعت إيزابيل على القانون الذهبي في 13 مايو في عام 1888، والذي مكّن من الوقف التام للعبودية. اشتهرت إيزابيل بأنها «المخلّصة» وحصلت على جائزة الوردة الذهبية من البابا ليو الثالث عشر بسبب أعمالها.

## الإرث

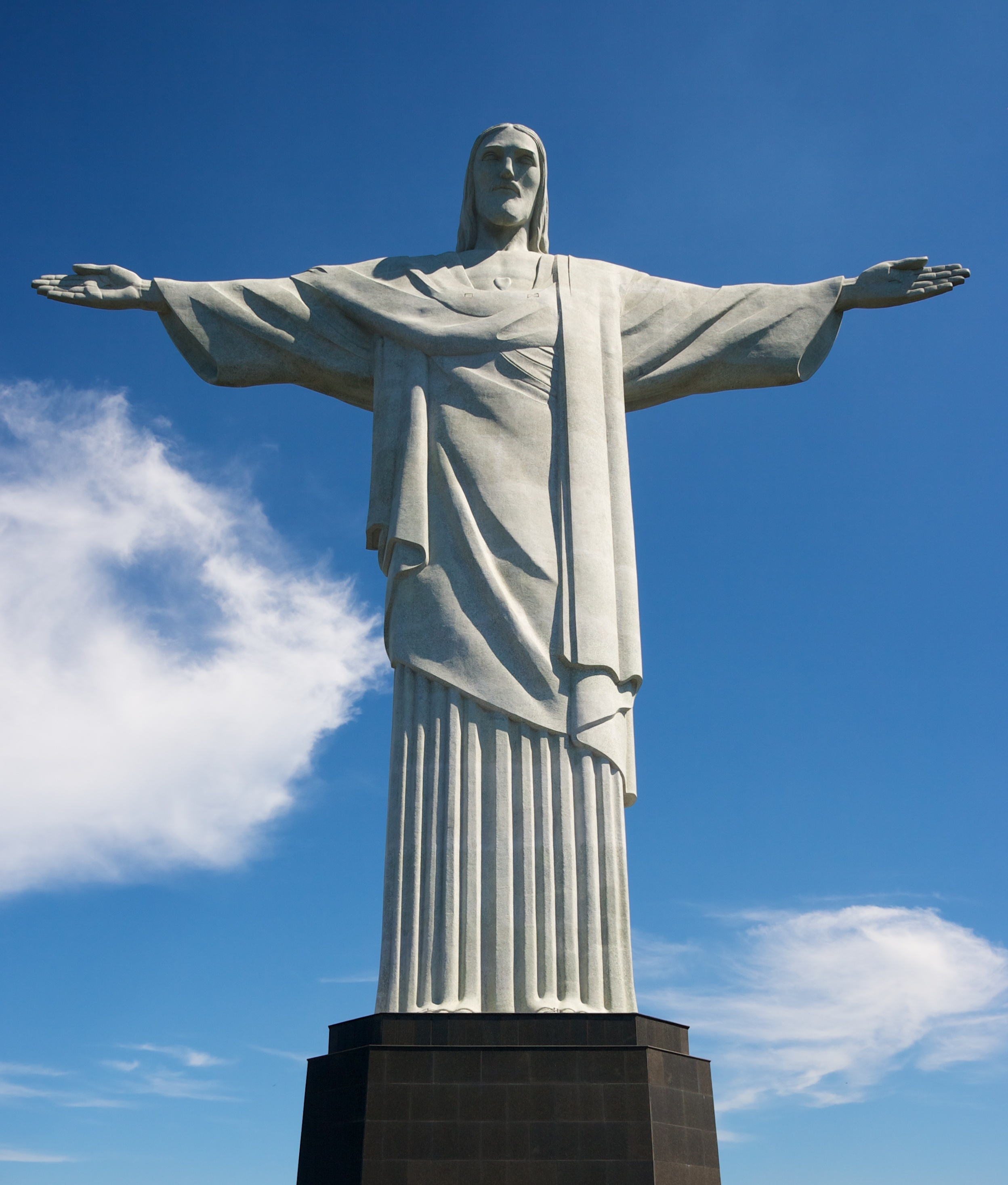
المسيح الفادي، ريو دي جانيرو

كتب المؤرخ رودريك جيه. بارمان أن «إيزابيل تصرفت بشكل حاسم مرة واحدة فقط في قضية واحدة وهي الإلغاء الفوري للعبودية حسب رأي الأجيال القادمة»، إذ تُذكر إيزابيل بسبب هذا الإنجاز. أوضح بارمان بشكل متناقض أن «الممارسة الرئيسية للسلطة التي يتذكرها الأجيال القادمة وحدها ساهمت في استبعادها من الحياة العامة». كتبت إيزابيل في اليوم التالي للانقلاب الجمهوري الذي أطاح بوالدها بأنه «إذا كان الإلغاء هو السبب في ذلك، فأنا لست نادمة على ذلك، فأنا أعتبر أن الأمر يستحق فقدان العرش».